# Rue des Fermiers
La rue des Fermiers est une voie du 17e arrondissement de Paris, en France.

## Situation et accès
La rue des Fermiers est une voie située dans le 17e arrondissement de Paris. Elle débute au 16-16 bis, rue Jouffroy-d'Abbans et se termine au 89-93, rue de Saussure.

## Origine du nom
À l'époque où cette rue fut créée, il y avait dans la plaine une résidence de cultivateurs qui donnèrent à cette voie le nom de « rue des Fermiers ».

## Historique
Cette voie de l'ancienne commune des Batignolles reliait jadis la route d'Asnières à la rue de la Santé.
Classée dans la voirie parisienne par décret du 23 mai 1863, elle est amputée en 1938 de la partie comprise entre les rues de Tocqueville et Jouffroy-d'Abbans, qui prend le nom de « rue Déodat-de-Séverac ».